# Pilanesberg
Der Pilanesberg ist eine sehr alte vulkanische Struktur in der Nordwestprovinz von Südafrika. Es ist ein vulkanischer Komplex aus drei konzentrischen ringförmigen Hügelketten, die sich aus einer Ebene erheben. Der größte äußere Durchmesser beträgt 24 km. Ein Teil des Geländes wird vom Pilanesberg-Nationalpark eingenommen. Die Hügel erreichen eine Höhe von 1000 bis 1400 m. In den Hügeln finden sich Vorkommen von Platin, Niob und seltenen Erden und Fluorit. Auf einige der Vorkommen wurde Bergbau betrieben. Ebenso findet sich roter Syenit und Nephelinit.
Die Entstehung dieses bis jetzt ältesten geologisch als solchen erkennbaren Vulkans datiert auf 1,3 bis 1,4 Milliarden Jahre zurück, als dort ein Vulkan ausbrach und über einen längeren Zeitraum hinweg die drei konzentrischen Ringe erschuf, die als Ring-Dykes und Magmenkammern bzw. Calderen interpretiert werden, die allerdings stark erodiert sind. Vor ca. 1 Milliarde Jahren wurde die Gegend dann mit Flutbasalten überdeckt, danach mit Sedimenten verschüttet und vor 180 Millionen Jahren wieder unter Flutbasalten begraben. Seitdem wird die Gegend vorwiegend erodiert. Vor 90 Millionen Jahren brach dann im Pilanesberg-Komplex ein Kimberlitschlot aus. Vor ca. 30 Millionen Jahren waren dann die Bergrücken des ursprünglichen Komplexes wieder freigelegt und werden seitdem weiter erodiert.